# Cohen Fusé

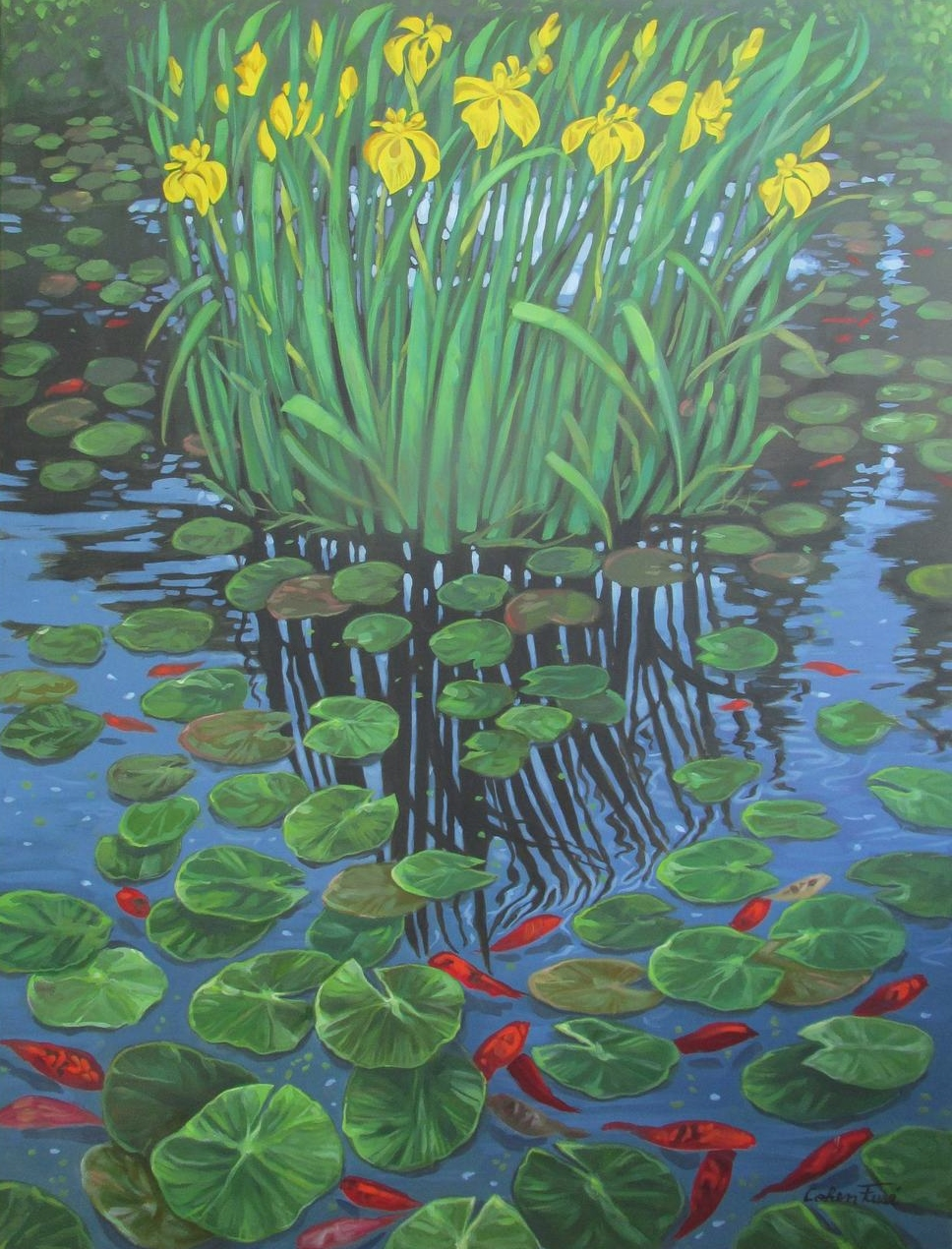
OBERTURA (2018), óleo/tela, 116X89 CM

Luís Cohen Fusé 20 de agosto de 1944 — Estoril, 4 de julho de 2019)  foi um artista plástico , pintor e arquitecto hispano-argentino.

## Biografia / Obra

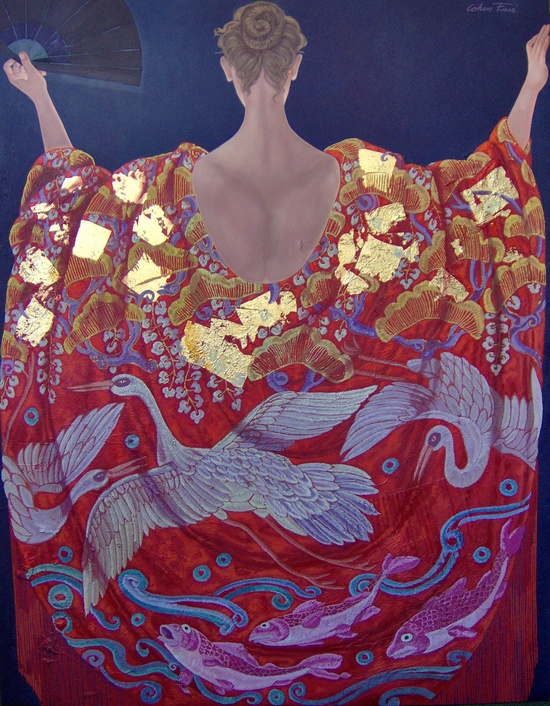
In the beginning, 2010,Óleo/tela, 146x114cm

Luis Cohen Fusé nasceu em Buenos Aires, Argentina, em 1944, no seio de uma família de raíz europeia. Desde tenra idade,  sentiu um grande interesse no desenho e um grande fascínio pelo  Oriente, que o levou a estudar cerâmica e artes plásticas na Escola de Belas Artes  de Mar del Plata , cidade balnear a 400km. da capital argentina em que decorre a sua infância e juventude. Formou-se, em 1973, em arquitectura pela  Universidade Nacional de Buenos Aires e alternou seus estudos com seu trabalho como artista e designer de figuras e cenografias para várias companhias de dança e teatro. Fez uma viagem de fim de carreira à  Europa e decide-se estabelecer em  Barcelona, onde opta pela sua dedicação  integral
ao trabalho artístico em detrimento da arquitectura. Lá, ele estuda gravura e litografia na Escola de Belas Artes  e relaciona-se com os grandes pintores espanhóis da época. Conhece a Salvador Dalí , de quem ele recebe conselhos valiosos que o marcam na sua carreira profissional.
Em 1976, adoptou a dupla nacionalidade espanhola-argentina. Já na década de 1980 instalou  o seu ateliê em  Madrid. É convidado em 1982 a  Portugal e apaixona-se pela luz e as cores do   Estoril, onde viveu desde então até sua morte em julho de 2019. 

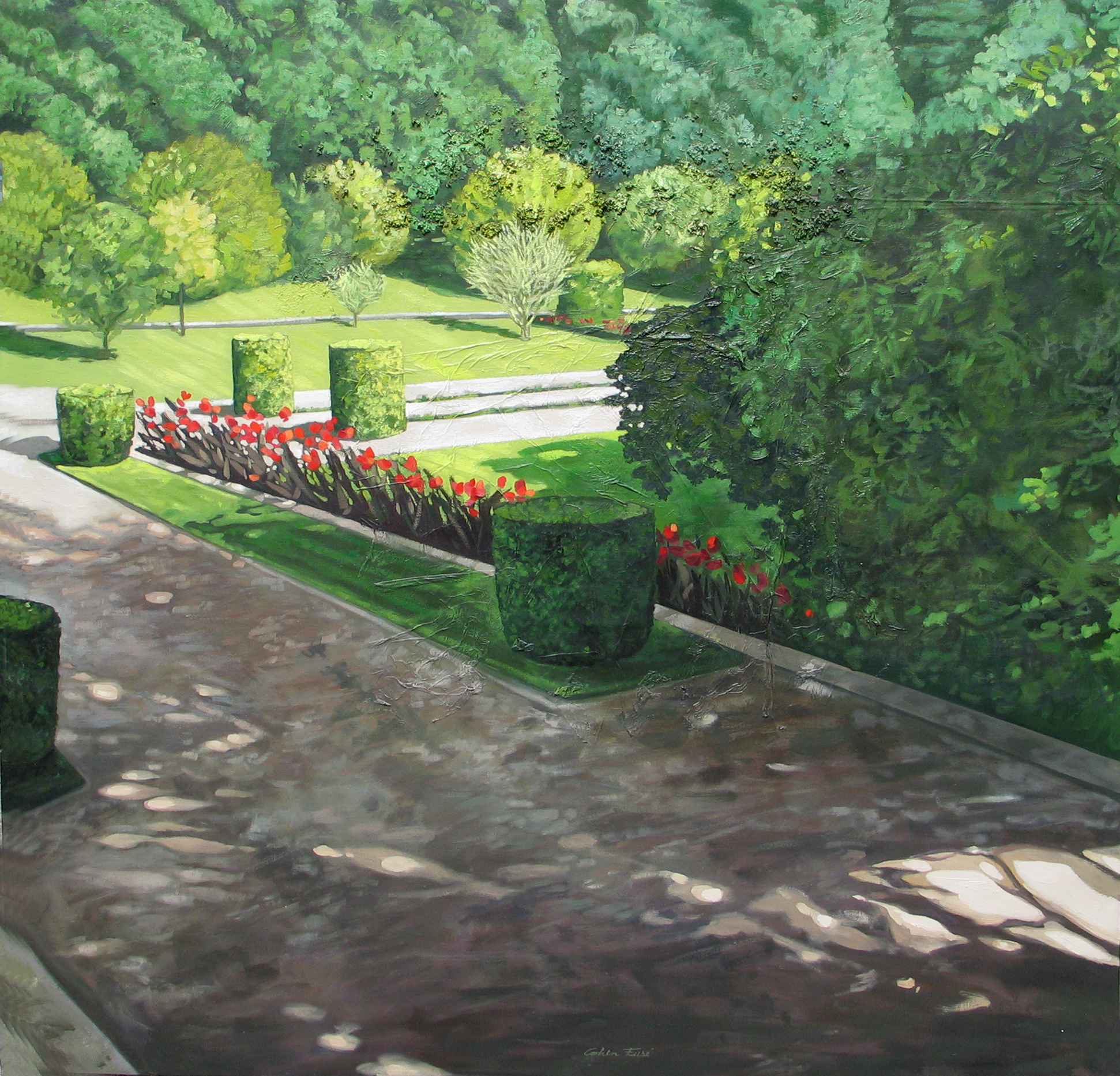
Gardens-Serralves,Óleo sobre tela, 2003, 130x130cm

Em 1988, assinou contrato com a Vorpal Gallery e fez exposições nos  EUA , especialmente em  Nova York e  San Francisco e também no Canadá .
Participou em inúmeras exposições individuais e colectivas desde 1963 na  Argentina,  Brasil,  Venezuela, Bélgica ,  U.S.A.,  Espanha e Portugal. Também tem um vasto trabalho de azulejos espalhados por todo o mundo e de pintura mural.
Artista multifacetado e versátil  trabalhou em todo tipo de suportes como o desenho de jóias, pintura mural ao fresco e azulejo, escultura, desenho de figurinos para dança e teatro,pintura de cavalete, etc. 
Sua  obra está representada em várias instituições e colecções privadas tanto em Portugal como no estrangeiro entre as que destacam:  Caja Madrid – Madrid,  Fundação Miró – Barcelona, –  Banco Comercial Português – Lisboa , Colecção de Arte do grupo Estoril Sol ; Museu de Lérida  ; Museu de Arqueología e Etnografia de Setúbal ,  Banco Português do Atlântico ; Colecção do ICEP , Lisboa ; Conde du Barry, Paris ; Maximiliano de Habsburgo, Berlim ; Colecção Adría, Barcelona;  Palácio da Ajuda , Lisboa ; Palácio Marquês de Pombal, Oeiras ; Fundação Marquês de Pombal, Lisboa ;   Fundação D. Luis: “Centro Cultural de Cascais” ;  Museu do Oriente , Lisboa
Entre as suas exposições mais importantes em  Portugal estão as que realizou no  Palácio da Ajuda , em  Lisboa , em 2003 (foi o primeiro artista estrangeiro a ser convidado a expor lá): “Um olhar sobre o Palácio”, que representa a sua reinterpretação dos espaços interiores e exteriores (Jardim Botânico) do Palácio;a do  Instituto Cervantes no 2008 , a da Fundação Don Luis, em  Cascais , em 2012, “Instintos Onirícos ” e, especialmente, a realizada no 2015 no Museu do Oriente de Lisboa “Namban: Retrospectiva”, com a exibição de mais de 40 obras.